# Efterårsblåaks
Efterårsblåaks er en græsart med en tueformet vækst, smalle blade og gråhvide blomsteraks. Arten bruges som bunddække i naturprægede anlæg.

## Kendetegn
Efterårsblåaks (Sesleria autumnalis) er en løvfældende til stedsegrøn staude med en tuedannende vækst (græsart). Bladene er grundstillede og overhængende, linjeformede og helrandede med v-formet tværsnit. Begge bladsider er hårløse og lysegrønne. Høstfarven er gulligt brun. Blomstringen foregår i august-september, hvor man finder blomsterne samlet i grå-hvide, endestillede aks på bladløse stilke. De enkelte blomster er 3-tallige og stærkt reducerede, som det er sædvanligt hos græsserne. Frøene er nødder.
Rodsystemet er tæt og trævlet.
Efterårsblåaks når en højde på 20 cm og en bredde (i tuen) på ca. 25 cm.

## Hjemsted
Efterårsblåaks hører hjemme i dunegeskove og humlebøgeskove på kalkbund i bjerge i Italien, Slovenien, Kroatien, Bosnien-Herzegovina, Serbien, Montenegro og Albanien. Sjeverni Velebit nationalparken ligger omkring byen Krasno i Kroatien. I skovene dér er almindelig bøg den dominerende træart, og i her finder man efterårsblåaks sammen med bl.a. Acer obtusatum (en art af løn), ahorn, almindelig humlebøg, almindelig korsved, fingerstar, kirsebærkornel, mannaask, melittis, nældeklokke, pibekvalkved, skærmokseøje, vortet benved og akselrøn.

## Galleri
- Vækstform
- Blade og aks